# Pont de Malagarriga
El Pont de Malagarriga és una obra de Pinós (Solsonès) inclosa a l'Inventari del Patrimoni Arquitectònic de Catalunya.

## Descripció
Pont de Malagarriga de tres arcs i pla,tot de pedra. Al 1945 encara s'està construint en substitució de l'antic pont del mateix nom. Passa per sobre el riu Cardener, afluent per la dreta del Llobregat.